# オトラント駅

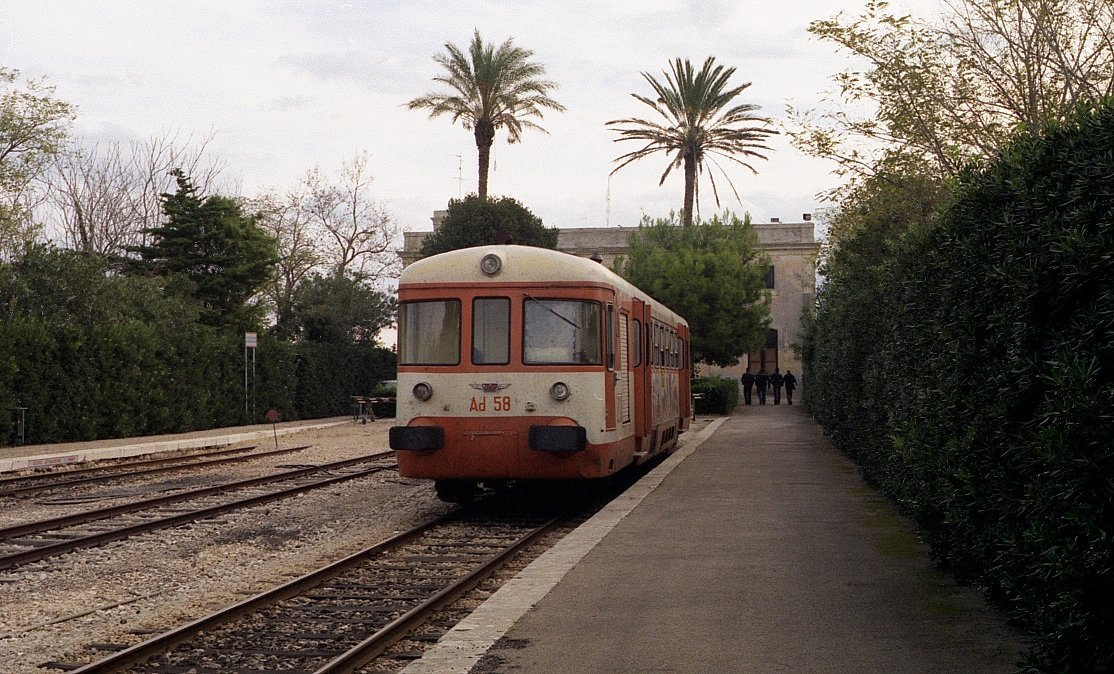
オトラント駅（2002年）

オトラント駅（オトラントえき）は、イタリア共和国プーリア州レッチェ県オトラントにある、イタリア国鉄レッチェ - オトラント線の終端駅である。

## 駅構造

### ホーム
櫛型2面2線の地上駅。他に中線1線を持つ。3本の行き止まり線を挟む形で、2本のホームがある。
| 路線    | 方向   | 行先                   | 備考 |
| ------- | ------ | ---------------------- | ---- |
| 465号線 | 西方向 | マッリェ、レッチェ方面 | 普通 |

### ダイヤ[1]
- マッリェ行の普通列車が1-2時間に1本発着する。平日・土曜日のみの運行。半数以上が、隣のジュルディニャーノ駅を通過する。
- 夏季は、一日4往復まで減便されるが、停車駅の少ない快速級の列車となり、レッチェ行となる。同じく、平日・土曜日のみの運行。

## 駅周辺
イタリア最東端の町オトラント、イタリア最東端の地であるパラシャ岬（オトラント岬 Capo d'Otranto の名でも知られる）の最寄駅である。

## 隣の駅
イタリア国鉄
レッチェ - オトラント線
普通（夏季）
マッリェ駅 - オトラント駅
普通（通年、夏季を除く）
カンノーレ駅 - ジュルディニャーノ駅（一部のみ） - オトラント駅

## その他
イタリア最東端の駅である。